# ジョン・デイビス (エンジニア)
- デービス

ジョン・デイビス （John Davis, 1956年6月24日 - ）は、イギリス出身の風洞エンジニア。

## 経歴
ブリティッシュ・レイランドの実習生、インペリアル・カレッジ・ロンドン (ICL航空宇宙工学科)で学び、風洞とそのツール、モデリングの手順、そして制御・解析システム等のを構築しながら、1982年に26歳で博士号を取得し、ブリティッシュ・レイランドの社員でもあった。

### ICLホンダ風洞
風洞はホンダの資金提供でF1チーム(ロータス、ウィリアムズ)によって使用され、彼はこのスポーツに関与するようになった。
デイビスの風洞での仕事ぶりは、1982年に風洞使用を始めたロータスの注目を集める。
数か月後、コーリン・チャップマンが亡くなった後、ジェラール・ドゥカルージュと一緒にレーシング チームで働く。
1986年、ロータス・エンジニアリングのピーター。ライトの下に移動。(ライトは風洞設計の履歴を持つ)
1990年12月、ピーター・ライトとピーター・コリンズがレーシングチームを引き継ぐと同時に再びチームに加わり、R&D責任者。
1991年、ジェラール・ドゥカルージュはリジェに移籍し(JS37, JS39)、1992年8月、デイビスをマニクールのR&D責任者として採用(JS39)。
その後すぐにシリル・ド・ルーブルがリジェを買収したが、ドゥカルージュとともにチームを去った。

## 変遷
デイビスは、1982年から1992年にロータス、1992年8月から1994年にリジェ、1997年からはジョーダンに所属し仕事をした。
1999年11月29日の時点で、TWRアロウズのディレクター職にあったという。
Piリサーチへの所属が記されているが、研究生のトニー・パーネルによる会社設立が1986年で、デイビスのロータス時代のことで、早い時期からの関わり合いがあって、風洞の構成自体の進化に大きく貢献したエンジニアだということになる。

### ジョーダン
1997年からの、ジョーダンの仕事としては、前任者のダレン・デイビスの仕事を引き継ぐものだった。
ダレン・デイビスは1988年ICL航空宇宙工学科卒の学士で、レイナードの雇用を受け、この年までほぼ単独でジョーダンの空力での仕事を担当してきた。
ジョーダンでのジョン・デイビスの仕事は、ブラックリーにある新しい風洞施設でチームを支援すること、チームがロビン・ハードから買収した風洞が正確で適切に調整されていることを確認することだった。

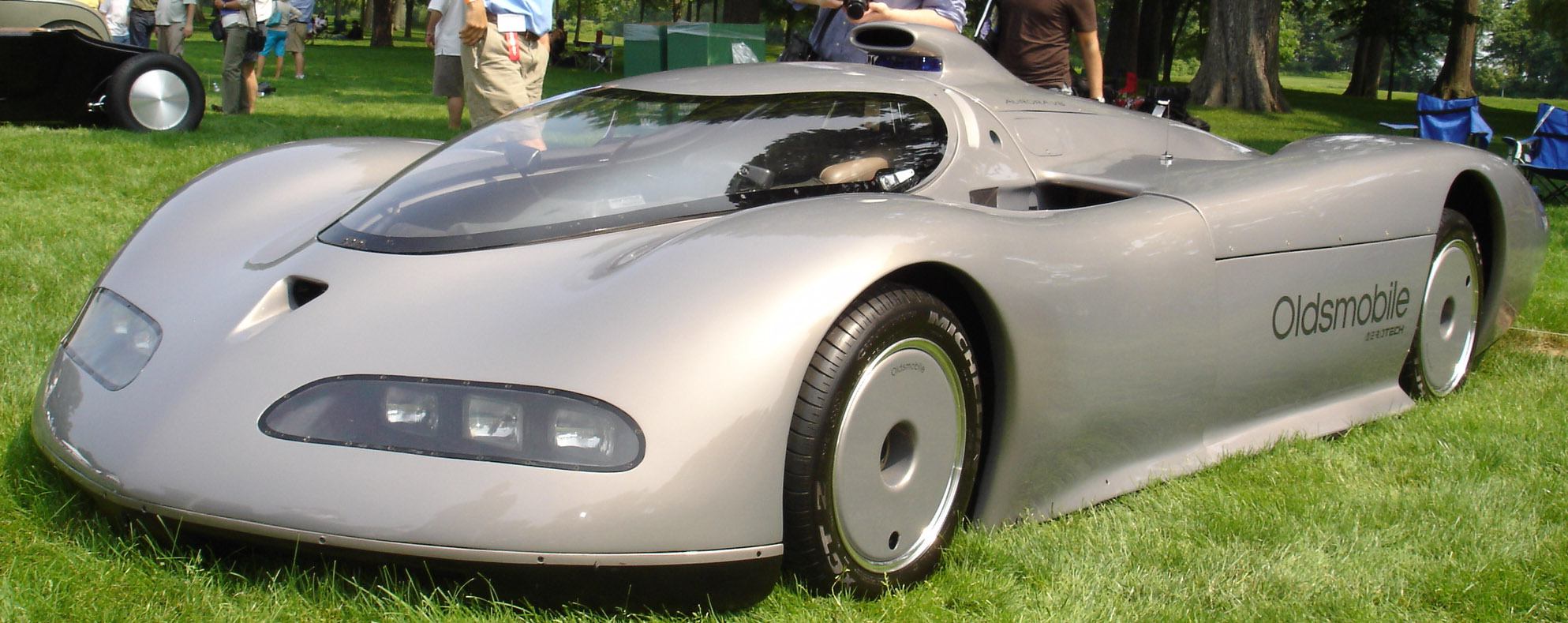
OldsAerotech

ブラックリーコンテック風洞トンネルは 10年前(1987年)のもので、マーチの子会社のエアロテックのために若い(21歳)ニック・ワース (Nick Wirth)によって建設されたもので、エイドリアン・ニューウェイのマーチ・CG891の開発や、さまざまなマーチ・インディカー、エアロテックスピードレコードカーの開発に使用された、通称マーチウインドトンネルと呼ばれるもので、マーチのコンポジット施設のコムテック内に設置されたことからコムテック・ウィンドトンネルと呼ばれることもある。

その後、チームがマーチから独立したときにレイトンハウスに売却、後に元マーチのボス、ロビン・ハードに売却され、フォメット1、GR01と、後のラルースの(GR02)=LC92、LH93、LH94、LH95に使用された、1996年中に40%スケールモデルにアップグレードされた。
ジョン・デイビスはジョーダンの有能で拡大中のエンジニアリングクルーに加わるが、チームはアルシエロ・ウェルズ・レーシング・インディカー・チームに加わるチーフ・エアロダイナミシストのダレン・デイビスを間もなく失うことになる。 シーマス・マラーキーがエアロダイナミクス部門の責任者に任命された。

### TWRアロウズ
1999年頃から2001年9月、アロウズに所属する。
アロウズのベッドフォード風洞
1954年に国防省(MOD)によって建設されたDERA風洞。
コンクリート製のハーフスケール施設で、ジョン・バーナードによる短期的な評価利用の後に1998年取得。
A20(1999)、A21(2000)、A22(2001)の設計に使用された。
- 2003年10月、ジャガーが123年間のリースを取得し、2022年現在、レッドブルが使用している。

- ビスターのハーフスケール風洞の開設は2002年春、エイドリアン・レイナードによって建設された。

### ヨーロピアン・ミナルディ
2001年9月から、ミナルディのレッドベリー風洞で働いていた。

### その後
主にシャシー開発に携わっていた彼は、F1の風洞エンジニアとして、2002年から2004年6月にかけてウィリアムズの風洞施設で働き、チームの2番目の風洞の建設を監督し、2004年の年末にチームを離れてからは、コンサルタントエンジニアリングに従事した。
2006年、クリス・サンダースに代わって、ハンティンドンにあるローラの技術センターの責任者に就任し、会社が管理下に入る前年の2011年3月までその職にあり、サンダースに再び代わった。 
彼はフリーランスの技術コンサルタントとして活動を継続。 
最近では、趣味であるヒストリックカーに時間を割いている。 
自身のコンサルティング業務「Dragonfly Technology」でビジネスを運営している。